# 448
448 (CDXLVIII) je bilo prestopno leto, ki se je po julijanskem koledarju začelo na četrtek.

## Dogodki
- 1. januar

## Smrti
- Klodion - kralj Salijskih Frankov (* okoli 392)